# Mark Harris (Politiker, 1966)

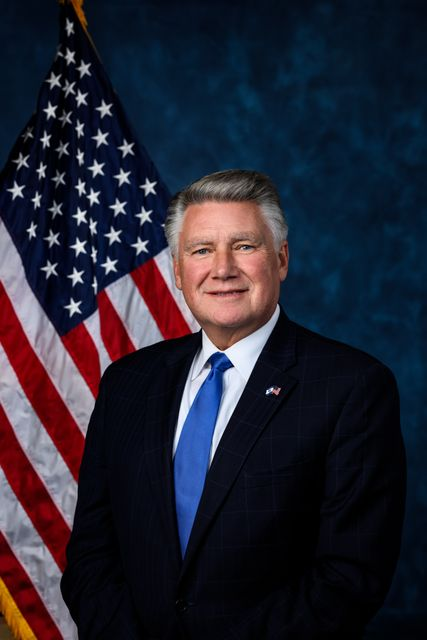
Mark Harris (2025)

Mark Everette Harris (* 24. April 1966 in Winston-Salem, North Carolina) ist ein Pastor der Baptisten in Charlotte und US-amerikanischer Politiker der Republikanischen Partei. Nachdem eine Kandidatur zum Repräsentantenhaus der Vereinigten Staaten 2018 mit einer Aufhebung seiner Wahl im 9. Kongresswahlbezirk North Carolinas wegen Wahlmanipulation endete, wurde er 2024 im 8. Kongresswahldistrikt in das Repräsentantenhaus gewählt.

## Leben
Mark Harris wurde in Winston-Salem geboren und wuchs dort auf. Als Teenager war er Helfer im Präsidentschaftswahlkampf 1980 für Ronald Reagan.
Harris studierte zunächst Politikwissenschaft an der Appalachian State University und schloss das Studium 1987 erfolgreich ab. Statt ein angestrebtes Jurastudium zu Ende zu führen, wandte er sich kurz vor seiner Hochzeit der Theologie zu. Er schloss sein Studium am Southeastern Baptist Theological Seminary in Wake Forest ab.
Er wurde 1989 erster Pastor an der Center Grove Baptist Church in Clemmons. Danach wechselte er an die Curtis Baptist Church in Augusta (Georgia). Schließlich wurde er 2005 zum ersten Pastor der First Baptist Church in Charlotte (North Carolina) berufen. Mark Harris stieg schließlich zum Präsidenten der Baptist State Convention of North Carolina der Southern Baptist Convention auf.
Als Pastor in Charlotte trat er dafür ein, dass Christen sich politisch einbringen und keine Rücksicht darauf nehmen sollten, ob eine Kandidatur ihrem Ruf schaden könnte. Er hielt Veranstaltungen wie den Star-Spangled Sunday 2014 ab, um die amerikanische Nationalhymne zu feiern und für „traditionelle Moral und Werte“ zu werben. Mark Harris lud konservative Politiker wie Rick Santorum, Ted Cruz oder Mike Huckabee zu Wahlkampfzeiten ein, um in seiner Kirche zu sprechen. Vor seiner Wahlkampagne 2018 ging er in den Ruhestand.

## Politik
Als Präsident der Baptist State Convention of North Carolina führte er 2012 eine Kampagne, durch Volksabstimmung ein Verbot der gleichgeschlechtlichen Ehe als Zusatzartikel in die Verfassung North Carolinas einzufügen. Das Ergebnis war, dass bei guter Wahlbeteiligung das Verbot mit 61 % angekommen wurde. Aufgrund einer Klage der United Church of Christ erklärte jedoch später ein Bundesgericht im Fall General Synod of the United Church of Christ v. Cooper das Verbot der gleichgeschlechtliche Ehe in North Carolina für verfassungswidrig.

### Erfolglose Wahlkampagnen 2014 und 2016
Harris kandidierte bei Wahl zum Senator 2014. Nach eigener Aussage kandidierte er, da ihm die Arbeit an der Kampagne gegen die gleichgeschlechtliche Ehe 2012 gezeigt hätte, dass die Vereinigten Staaten christlicher Führung bedürften. Er stützte seine Kampagne auf die drei Prinzipien starke Innenpolitik, starke Außenpolitik, und Familienwerte. Er berief sich dabei auf Ronald Reagan. In der Vorwahl der Republikaner setzte sich Thom Tillis mit 45,7 % vor Greg Brannon (27,1 %) und Harris (17,5 %) durch. Damit lag Harris hinter dem Kandidaten des Partei-Establishment, Tillis, und dem Favoriten der Tea-Party-Bewegung, Brannon.
Bei der Repräsentantenhauswahl 2016 trat Harris an, um zunächst den republikanischen Amtsinhaber im 9. Kongresswahlbezirk, Robert Pittenger, in der republikanischen Vorwahl abzulösen. Er wurde bei seiner Vorwahlkampagne durch Mike Huckabee und Sue Myrick bei Wahlveranstaltungen unterstützt. In der Vorwahl setzte sich Pittenger mit 35 % zu Harris 34,4 % durch.

### Wahlskandal 2018
Er trat 2018 erneut im 9. Kongresswahlbezirk an und setzte sich diesmal in der Vorwahl gegen Robert Pittenger durch. Der Vorwahlkampf hatte sich um die Nähe beider Kandidaten zum Evangelikalismus, die Treue zu Donald Trump und verantwortungsvolle Haushaltspolitik gedreht. Mark Harris konnte die Hauptwahl mit 49,3 % gegenüber 48,9 % für den Demokraten Dan McCready mit 905 Stimmen Vorsprung zunächst für sich entscheiden.
Der Wahlausschuss von North Carolina setzte für weitere Nachforschungen die Beglaubigung der Wahl aber aus, da es zu auffälligen Unregelmäßigkeiten bei der Briefwahl gekommen war. Es stellte sich heraus, dass ein Mitarbeiter von Harris’ Wahlkampfteam Briefwahlunterlagen im Bladen County von bezahlten Kräften illegal einsammeln ließ und teilweise diese zugunsten von Harris ändern ließ. Harris bestritt jede Kenntnis von dem illegalen Vorgehen. Der Versuch, die Bestätigung von Harris’ Wahl durch den Wahlausschuss gerichtlich anordnen zu lassen, schlug fehl.
Der Wahlausschuss North Carolinas beschloss im Februar 2019 das Wahlergebnis aufzuheben und Neuwahlen anzuordnen. Bei der folgenden Nachwahl trat Harris nach der Kontroverse nicht erneut an, stattdessen wurde letztlich sein Parteifreund Dan Bishop im September 2019 gewählt.
Die Staatsanwaltschaft teilte 2020 mit, dass die von einer Anklageerhebung gegen Mark Harris absah, da ihm persönlich nicht mit hinreichender Wahrscheinlichkeit Straftaten nachgewiesen werden konnten. Vier Beteiligte bekannten sich 2022 schuldig, der Haupttäter war zu dem Zeitpunkt an Lungenkrebs verstorben, bevor sein Prozess beginnen konnte.

### Wahl 2024
Nachdem Dan Bishop sich entschlossen hatte, sich 2024 für das Amt des Attorney General zu bewerben, kündigte Harris seine Kandidatur in der Wahl zum Repräsentantenhaus 2024 nun im 8. Kongresswahlbezirk an. Er behauptete zu Beginn des Wahlkampfes, dass bei der Wahl 2020 Donald Trump die Wahl gestohlen worden sei, wie ihm die Wahl 2018. Er konnte die Vorwahl für sich entscheiden. Mark Harris hatte sich in der Vorwahl 30,4 % der Stimmen sichern können. Er konnte die Hauptwahl mit 59,6 % gegen den Demokraten Justin Dues gewinnen. Seine Legislaturperiode im 119. Kongress dauert vom 3. Januar 2025 bis zum 3. Januar 2027.